# Warren County (New Jersey)
Warren County is een county in de Amerikaanse staat New Jersey.
De county heeft een landoppervlakte van 927 km² en telt 102.437 inwoners (volkstelling 2000). De hoofdplaats is Belvidere.

## Bevolkingsontwikkeling

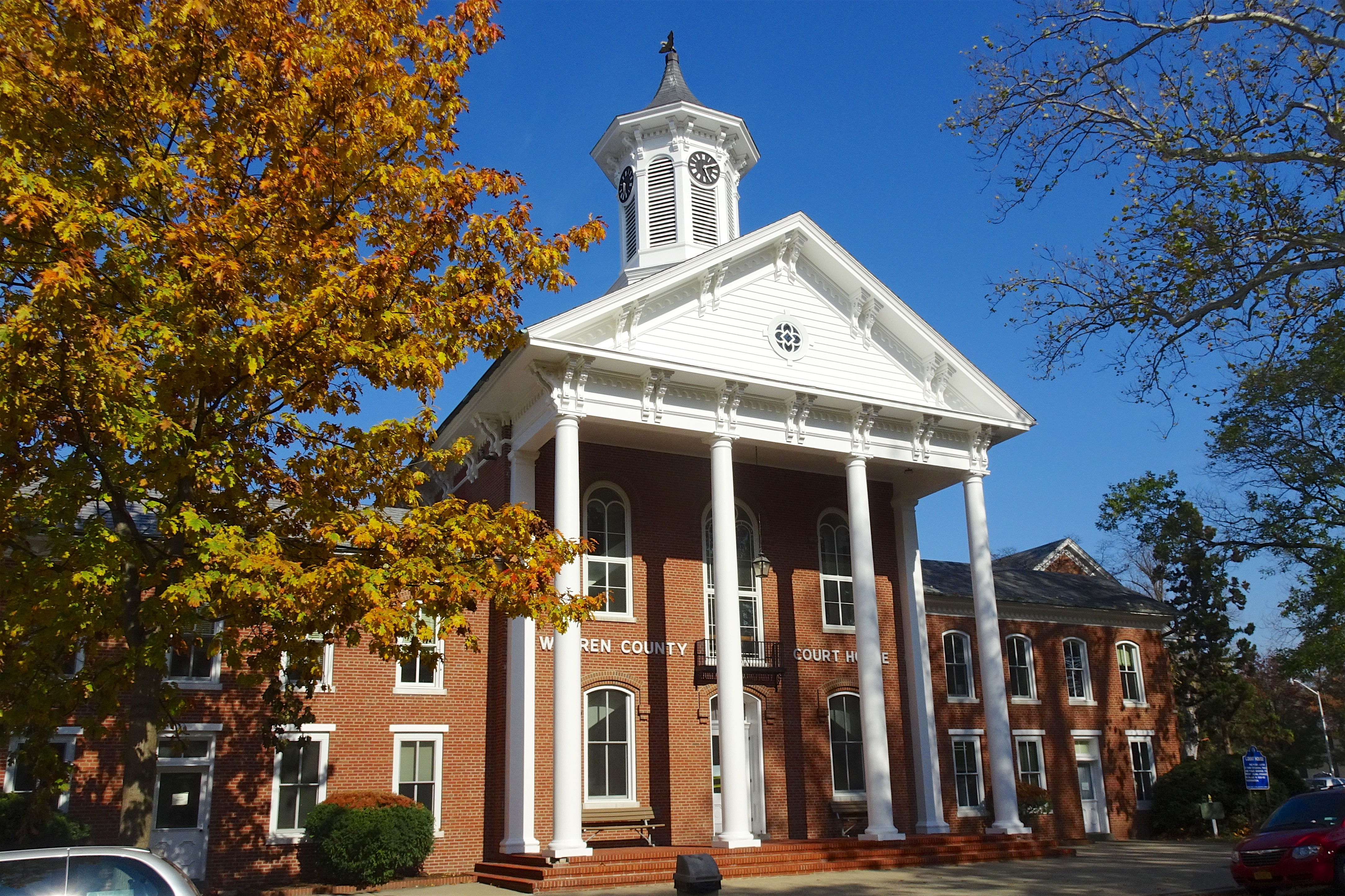
Warren County Courthouse

Atlantic · Bergen · Burlington · Camden · Cape May · Cumberland · Essex · Gloucester · Hudson · Hunterdon · Mercer · Middlesex · Monmouth · Morris · Ocean · Passaic · Salem · Somerset · Sussex · Union · Warren